# Frankenstein (Marvel Comics)
Monstro de Frankenstein (Frankenstein's Monster), também conhecido por Frankenstein e Adam, é um personagem fictício do Universo Marvel, é uma criatura humana, composta de múltiplas partes de cadáveres humanos. Foi baseado no personagem homônimo da escritora Mary Shelley.

## Publicação
Sua primeira aparição aconteceu na história de cinco páginas "Your Name Is Frankenstein" (lit. "Seu Nome É Frankenstein"), do escritor-editor Stan Lee e do desenhista Joe Maneely na sétima edição de Menace (setembro de 1953), da predecessora da Marvel, Atlas Comics. Na década seguinte, uma réplica robótica do Monstro de Frankenstein apareceu como antagonista em The X-Men #40 (janeiro de 1968), do escritor Roy Thomas e do arte-finalista Don Heck, e foi destruída pela equipe-título de mutantes super-heróis. O verdadeiro Monstro fez uma breve aparição num flashback em "The Heir of Frankenstein" da sétima de edição de Silver Surfer (agosto de 1969), do escritor-editor Lee e do arte-finalista John Buscema.
O personagem ganhou sua própria série, inicialmente intitulada The Monster of Frankenstein (volume 1 ao 5) e posteriormente The Frankenstein Monster, que durou 18 volumes (de janeiro de 1973 a setembro de 1995).

## Biografia fictícia
No início do século XVIII, Victor Frankenstein (um brilhante estudante de química e ciências biológicas da Universidade de Ingolstadt (na Alemanha) e herdeiro de um título de barão suíço) embarcou em experiências de criação de vida artificial. Frankenstein esperou criar uma nova espécie de vida humanoide, e, a partir daí, aprender como reanimar os mortos e então descobrir um meio para a imortalidade humana.

## Superpoderes e habilidades
É um monstro que possui força sobrehumana (poder humano de Classe 10) e durabilidade. Sob algumas circunstâncias ele pode ser colocado em animação suspensa sob frio intenso. Ele tem resistência excepcional à dor e se cura rapidamente de muitos tipos de danos. Ele tem um medo irracional de fogo (“Fogo... Mal!”). Sua pele varia de aparência: da fantasmagórica cor branca ao cinza, que é ligeiramente decomposta. Sua pele apresenta cicatrizes nas partes onde seu corpo foi serrado para ser reagrupado.